# Whoa, Nelly!
Whoa, Nelly! er den canadiske sangerinde Nelly Furtados debutalbum, udgivet den 24. oktober 2000. Albummet havde indtil august 2006 solgt 5 millioner eksemplarer.

## Trackliste
Alle spor er produceret af Nelly Furtado, Gerald Eaton og Brian West, med undtagelse af "Well, Well", der er produceret af Furtado og Jon Levine.
| 1.            | "Hey, Man!"                             | Nelly Furtado      | 4:10  |
| 2.            | "Shit on the Radio (Remember the Days)" | Furtado            | 3:54  |
| 3.            | "Baby Girl"                             | Furtado Eaton West | 3:46  |
| 4.            | "Legend"                                | Furtado Eaton West | 3:35  |
| 5.            | "I'm Like a Bird"                       | Furtado            | 4:03  |
| 6.            | "Turn Off the Light"                    | Furtado            | 4:36  |
| 7.            | "Trynna Finda Way"                      | Furtado Eaton West | 3:32  |
| 8.            | "Party"                                 | Furtado Eaton West | 4:02  |
| 9.            | "Well, Well"                            | Furtado            | 2:59  |
| 10.           | "My Love Grows Deeper" (Part 1)         | Furtado Eaton West | 4:21  |
| 11.           | "I Will Make U Cry"                     | Furtado            | 3:59  |
| 12.           | "Scared of You"                         | Furtado            | 6:09  |
| Total længde: | Total længde:                           | Total længde:      | 47:06 |

| 13. | "Onde Estás"               | Furtado | 4:14 |
| 14. | "I Feel You" (ft. Esthero) | Furtado | 4:11 |